# 24 Lekka Brygada Pancerna (ZSRR)

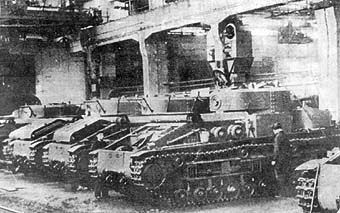
Czołgi T-28, używane w 24 BPanc.

24 Brygada Lekkich Czołgów, znana jako: 24 Brygada Czołgów, 24 Brygada Pancerna (ros. 24-я танковая бригада) – jedna z brygad radzieckich wojsk pancernych, m.in. okresu II wojny światowej. Wchodziła w skład 2 Korpusu Kawalerii Wołoczyskiej Grupy Armii w Kijowskim Specjalnym Okręgu Wojskowym, a po jego przemianowaniu we wrześniu 1939 we Froncie Ukraińskim.
W dniu agresji na Polskę brygada posiadała 8 czołgów T-26, 205 czołgów BT  i 28 samochodów pancernych.
Do działań brygada wyprowadziła 237 wozów bojowych. Po ich zakończeniu pozostało 195 sprawnych wozów bojowych. Straty bojowe to 2 czołgi. Ponadto na trasach marszu pozostawiono 40 wozów bojowych. Zginęło 7 żołnierzy, a 16 zostało rannych.

## Agresja ZSRR na Polskę
W czasie agresji sowieckiej na Polskę brała udział w rajdzie na Tarnopol, nacierając na miasto od północy.
24 Brygada Czołgów pod dowództwem pułkownika P. S. Fotczenkowa, razem ze 136 Pułkiem Strzeleckim 97 Dywizji Strzeleckiej, przeszła przez Dobrowody i obchodząc Tarnopol od północnego zachodu około godz. 22 dotarła do jego zachodnich krańców, gdzie rozpoczęła ich „oczyszczanie” z polskich jednostek.
Sowieci nie napotkali większego oporu, ale nie obeszło się też bez sporadycznej wymiany ognia jak ostrzał wojsk sowieckich przez Polaków z kościelnej wieży.
Według meldunku dowódcy 24 BPanc płk. P.S. Fołczenkowa, brygada wzięła do niewoli około 2000 oficerów i 40000 polskich żołnierzy.

## Dowództwo brygady
Dowódcy:
- płk Piotr Fotczenkow (był w 1939)[4]

Szefowie sztabu:
- płk Wasilij Dubiański[5]

## Struktura organizacyjna
W 1939
- 101 batalion czołgów
- 102 batalion czołgów
- 106 batalion czołgów
- 117 batalion czołgów
- 218 batalion rozpoznawczy
- 338 batalion transportowy
- 263 batalion remontowy